# 科尔内利娅·费德凯维奇
科尔内利娅·费德凯维奇（波蘭語：Kornelia Fiedkiewicz，2001年8月5日—），波兰女子游泳运动员，2021年夏季世界大学生运动会女子4×100米混合泳接力和混合4×100米混合泳接力银牌得主、2024年世界短池锦标赛混合4×50米自由泳接力铜牌得主。